# Fluorsubstituierte Benzole
| Fluorsubstituierte Benzole |                               |                               |                               |
| Benzol C6H6                | Strukturformel Benzol         | Strukturformel Benzol         | Strukturformel Benzol         |
| Benzol C6H6                | 6 °C                          |                               |                               |
| Benzol C6H6                | 80 °C                         |                               |                               |
| Fluorbenzol C6H5F          | Strukturformel Fluorbenzol    | Strukturformel Fluorbenzol    | Strukturformel Fluorbenzol    |
| Fluorbenzol C6H5F          | −42 °C                        |                               |                               |
| Fluorbenzol C6H5F          | 85 °C                         |                               |                               |
| Difluorbenzole C6H4F2      |                               |                               |                               |
| o-                         | m-                            | p-                            |                               |
| −34 °C                     | −59 °C                        | −13 °C                        |                               |
| 92 °C                      | 82 °C                         | 88–89 °C                      |                               |
| Trifluorbenzole C6H3F3     |                               |                               |                               |
| 1,2,3-                     | 1,2,4-                        | 1,3,5-                        |                               |
| −4 °C                      | −12 °C                        | −5,5 °C                       |                               |
| 94–95 °C                   | 90 °C                         | 75–76 °C                      |                               |
| Tetrafluorbenzole C6H2F4   |                               |                               |                               |
| 1,2,3,4-                   | 1,2,3,5-                      | 1,2,4,5-                      |                               |
| −42 °C                     | −46,25 °C                     | 4 °C                          |                               |
| 95 °C                      | 84,4 °C                       | 90 °C                         |                               |
| Pentafluorbenzol C6HF5     | Struktur von Pentafluorbenzol | Struktur von Pentafluorbenzol | Struktur von Pentafluorbenzol |
| Pentafluorbenzol C6HF5     | −47,4 °C                      |                               |                               |
| Pentafluorbenzol C6HF5     | 85,74 °C                      |                               |                               |
| Hexafluorbenzol C6F6       | Struktur von Hexafluorbenzol  | Struktur von Hexafluorbenzol  | Struktur von Hexafluorbenzol  |
| Hexafluorbenzol C6F6       | 3,7–4,1 °C                    |                               |                               |
| Hexafluorbenzol C6F6       | 80–82 °C                      |                               |                               |

Die fluorsubstituierten Benzole leiten sich vom Benzol ab, bei dem ein oder mehrere Wasserstoffatome durch ein Fluoratom ersetzt werden. Auf diese Weise ergeben sich 12 verschiedene Verbindungen, die sich in Substitutionsgrad und Symmetrie voneinander unterscheiden. Diese Eigenschaften spielen hier die wesentliche Rolle und werden im Vergleich dargestellt.
Man unterscheidet nach der Anzahl der Fluoratome und deren Position am Ring in:
- (Mono-)Fluorbenzol C6H5F
- Difluorbenzole C6H4F2, drei Strukturisomere (1,2-Difluorbenzol, 1,3-Difluorbenzol, 1,4-Difluorbenzol)
- Trifluorbenzole C6H3F3, drei Strukturisomere (1,2,3-Trifluorbenzol, 1,2,4-Trifluorbenzol, 1,3,5-Trifluorbenzol)
- Tetrafluorbenzole C6H2F4, drei Strukturisomere (1,2,3,4-Tetrafluorbenzol, 1,2,3,5-Tetrafluorbenzol, 1,2,4,5-Tetrafluorbenzol)
- Pentafluorbenzol C6HF5
- Hexafluorbenzol C6F6

## Eigenschaften

### Siedepunkte
Insgesamt ändern sich die Siedepunkte im Schnitt mit jedem hinzutretenden Fluorsubstituenten – im Gegensatz zu den methylsubstituierten Benzolen und den chlorsubstituierten Benzolen – nur im geringen Maße (80 – 85 – ⌀ 88 – ⌀ 87 – ⌀ 90 – 86 – 81). Die Siedepunkte der jeweiligen drei Isomere bei den Di-, Tri- und Tetrafluorbenzolen liegen relativ nah beieinander und unterscheiden sich innerhalb einer Gruppe um maximal 15 °C. Die Symmetrie spielt hier praktisch keine Rolle.

### Schmelzpunkte
Bei den Schmelzpunkten kommt vor allem die Symmetrie zum Tragen. Zunächst ist ausgehend von Benzol zu Fluorbenzol ein deutliches Absinken des Schmelzpunktes um etwa 50 °C von +6 auf −42 °C festzustellen – durch das Einführen eines einzigen Fluorsubstituenten in das hochsymmetrische Benzolmolekül.
Bei den Di-, Tri- und Tetrafluorbenzolen sind das p-Difluorbenzol (C 2), das 1,3,5-Trifluorbenzol (C 3) und das 1,2,4,5-Tetrafluorbenzol (C 2) die Vertreter mit der jeweils höchsten Symmetrie.
- Difluorbenzole: Das p-Difluorbenzol, das die höchste Symmetrie aufweist, besitzt den höchsten Schmelzpunkt von −13 °C.
- Trifluorbenzole: Die Schmelzpunkte verhalten sich im Vergleich zu den Difluorbenzolen eher uneinheitlich. Bei dem in dieser Gruppe höchstsymmetrischen Vertreter (1,3,5-Trifluorbenzol) beträgt der Schmelzpunkt −5,5 °C und unterscheidet sich damit wenig von den beiden anderen Isomeren. Auch der vergleichsweise niedrige Siedepunkt des 1,3,5-Trifluorbenzols bei 75–76 °C fällt auf.
- Tetrafluorbenzole: Das 1,2,4,5-Tetrafluorbenzol besitzt aufgrund seiner Symmetrie den höchsten Schmelzpunkt von 4 °C.
- Pentafluorbenzol schmilzt bei −47,4 °C. Im Vergleich mit den Tetrafluorbenzolen ist dieser aufgrund der niedrigeren Symmetrie niedriger als der von 1,2,4,5-Tetrafluorbenzol mit 4 °C. Der höhere Substitutionsgrad gegenüber den anderen beiden Isomeren fällt hier allerdings nicht ins Gewicht. Zu deren Schmelzpunkten von −42 °C und −46,25 °C besteht nur ein geringer Unterschied. Bemerkenswerter sind die geringen Unterschiede der Schmelz- und Siedepunkte zu seinem Substitutionsinversen, dem Fluorbenzol.
- Hexafluorbenzol besitzt mit seinem Schmelzpunkt bei 3,7–4,1 °C und seinem Siedepunkt bei 80–82 °C kaum Unterschiede zu seinem Substitutionsinversen, dem reinen Benzol.

### Dichte
Die Dichte nimmt vom Benzol ausgehend kontinuierlich zu (0,88 – 1,03 – ⌀ 1,14 – ⌀ 1,27 – ⌀ 1,38 – 1,51 – 1,61).